# 伊斯特維爾 (喬治亞州)
伊斯特維爾（英語：Eastville）是位於美國喬治亞州奧康尼縣的一個非建制地區。該地的面積和人口皆未知。

## 地理
伊斯特維爾的座標為33°52′39″N 83°30′18″W / 33.87750°N 83.50500°W，而該地的平均海拔高度為250米（即820英尺）。